# Sa Sedda ’e Sos Carros
Die Nuraghensiedlung Sa Sedda ’e Sos Carros liegt bei Oliena in der Provinz Nuoro auf Sardinien. Das Dorf stammt aus der mittleren Bronzezeit und wurde etwa im Jahre 1300 v. Chr. erbaut.
Es besteht aus mehreren runden und ovalen steinernen Hütten, die in beachtlicher Höhe erhalten sind. Der größte Teil der Siedlung wurde allerdings noch nicht ausgegraben. Das Besondere ist neben den Werkstätten für den Bronzeguss ein nur in wenigen Exemplaren überkommener Typ eines Rundheiligtums. Dies kreisrunde Bauwerk aus großen Basalt- und Kalksteinblöcken ist gekennzeichnet durch einen zentralen Innenhof mit umlaufender Bank und einem großen zentralen Wasserbecken. In das Becken fließt Wasser aus geschnitzten Widderköpfen. Der Boden ist mit Kalkstein gepflastert. In dem Gebiet wurde eine Anzahl von Votivgaben aus Bronze gefunden, welche sich im Museum von Sassari befinden.